# The Man from Beyond
The Man from Beyond este un film SF american din 1922 regizat de Burton L. King. În rolurile principale joacă actorii Harry Houdini, Arthur Maude, Albert Tavernier și Erwin Connelly.

## Prezentare
Filmul prezintă un om  care este găsit înghețat în oceanul arctic și revine înapoi la viață.

## Actori
- Harry Houdini este Howard Hillary
- Arthur Maude
- Albert Tavernier
- Erwin Connelly